# Rhododendron tsurugisanense
Rhododendron tsurugisanense är en ljungväxtart som först beskrevs av Yamaz., och fick sitt nu gällande namn av T. Yamazaki. Rhododendron tsurugisanense ingår i släktet rododendron, och familjen ljungväxter. Utöver nominatformen finns också underarten R. t. nudipetiolatum.